# Drīdzis
Drīdzis (drugi nazivi Dridza, Dridzis, Dreidzs) je najdublje jezero u Latviji s najvećom dubinom od 65,1 metar. Nalazi se na samom jugoistoku Latvije, na području Župe Krāslava, 222,5 kilometara jugoistočno od glavnog grada Rige.
Voda u jezeru je prema sovjetskim istraživanjima s početka 1973. godine "čista i pitka". Zbog toga se u jezeru nalazi oko 20 vrsta riba čije je jezero prirodno stanište te nekoliko koje su uspješno uzgojene. Među njima se ističu riječni šaran, smuđ, žutoperka, štuka, klen, djeverika i jegulja.
Oko jezera se nalaze biciklističke staze, igrališta, turistički informativni centar i plaža.
Zbog iznimno raznolikog i bujnog biljnog i životinjskog svijeta, područje oko jezera je 1977. proglašeno zaštićenim prirodnim spomenikom od državne važnosti.

## Otoci
Na jezeru se nalazi 9 otoka ukupne površine 18,7 hektara. Od njih 9, nazvano je i navedeno njih 7:
- otok Apšu
- otok Bernātu (najveći; 13,9 hektara)[4][8]
- otok Liepu
- otok Ozolu
- otok Pizānu
- otok Upes
- otok Zemā

Otoci su građeni uglavnom od pijeska, šljunka i prijelaznih oblika kao što su glinoviti pijesak i razne vrste glina.